# Debrecen kulturális élete

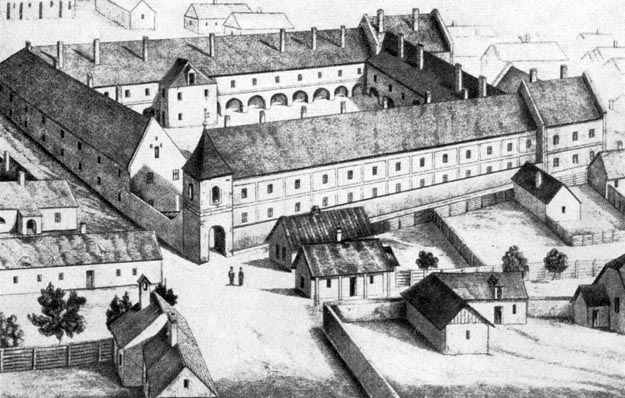
A Debreceni Református Kollégium a XVIII. században

Debrecen a 16. század óta a térség szellemi-kulturális központja, amivé elsősorban a reformáció és rangos iskolája, a Kollégium tette. Vonáskörzete az évszázadok alatt az Eger és Nagyvárad közötti északkeleti országrészen alakult ki, amire ma is érvényesülő hatást gyakorol a történelmi határok megváltozása, illetve Miskolc és Nyíregyháza növekvő szerepköre. Debrecen az ország egyik legnagyobb egyetemi központja, egyeteme az ország legrégebben, folyamatosan ugyanabban a városban működő felsőoktatási intézménye.
A 19. század második felében a debreceni sajtó jelentős személyiségeket vonzott a városba, bár hosszú távon megtartani nem tudta őket. Itt kezdte újságírói pályafutását pl. Ady Endre, Krúdy Gyula, Tóth Árpád. A debreceni irodalom kiemelkedő alakjai többek között Oláh Gábor, Szabó Magda, Tóth-Máté Miklós, az ország egyik legnagyobb és legismertebb költője, Csokonai Vitéz Mihály, szintén a város szülötte.
1789-ben alapították meg Debrecenben a Nemzeti Játékszín Társaságot, amely a Fehér Ló vendégfogadó szekérszínében (a mai Megyeháza helyén) tartotta előadásait. Az első kőszínház 1865-ben készült el, és 1916-ban nevezték el a város nagy költőjéről Csokonai Színháznak. Az első igazgató Reszler István volt. Színészcsoportjában olyan művészek léptek föl, mint Blaha Lujza, Foltényi Vilmos, Fektér Ferenc. A színtársulat anyagi helyzete általában csapnivaló volt, mégis itt léptek fel a századforduló magyar színművészetének legjobbjai (pl. Krémer Jenő, Bércky Ernő, Rózsa Lili, Rózsahegyi Kálmán, Csortos Gyula). A színházban napjainkig jeles színészek és rendezők alkotnak.

## Színházi élet
- Vojtina Bábszínház

## Múzeumok
- Déri Múzeum

## Zenei élet

### Kórusok
Debrecenben nagyon aktív kórusélet működik, gazdag kóruspalettával.
Hivatásos kórus:
- Kodály Filharmónia Debrecen (volt Kodály Kórus) – a Gulyás György által 1955-ben alapított kórus 1971-től hivatásos együttesként működik, vezető karnagya 2009 óta Pad Zoltán[4]

Vegyes karok:
- Maróthi György Pedagóguskórus – 1950-ben alakult Czövek Lajos nyugdíjas főiskolai tanár vezetésével a Debreceni népi együttes énekkaraként[5]
- Debreceni Egyetem Monteverdi Énekkara – az énekkar jogelődjét, az Egyetemi énekkart az 1970-es évek elején Potyók Balázs alapította[6]
- Debreceni Egyetem MediChoir Hallgatói Kórusa – 2010 szeptemberében alakult az akkori Orvos- és Egészségtudományi Centrum hallgatóiból, dr. Lipécz Ágnes kezdeményezésére.
- Debreceni Református Kollégium Kántusa – a Kollégiumi kántust 1739-ben alapította a Debreceni Református Kollégium zseniális matematikaprofesszora, Maróthi György[7]
- Sol Oriens Kórus – 1990-ben alakult Debrecenben Balla Ibolya vezetésével olyan önálló együttesként, melynek hátterében semmilyen intézmény, iskola nem áll[8]

Női karok:
- Debreceni Kodály Zoltán Zeneművészeti Szakközépiskola Leánykara (Kodály Leánykar) - melyet 1971-es megalakulásától kezdve  Kövics Zoltán vezetett 1993-ig.
- Debreceni Kölcsey Kórus – 1979-ben alakult kezdetben női-, illetve leánykarként, később vegyes karként, 1997-től ismét női kari formában működik, vezetője megalakulása óta Tamási László[9]
- Bárdos Lajos Leánykar – a kórus 1975-ben alakult a Liszt Ferenc Zeneművészeti Főiskola debreceni tagozatának hallgatóiból[10]

Kamarakórusok:
- Canticum Novum Kamarakórus – 1989-ben alakult, karnagya kezdettől Török Ágnes, a Debreceni Egyetem Konzervatóriumának docense[11]
- Canto Armonico Énekegyüttes – 1997-ben alakult a professzionista Debreceni Kodály Kórus 10 énekesébõl[12]
- Vox Antiqua Kamarakórus – 2000 januárjában alakult a nagy múltú Debreceni Református Kollégiumi Kántus régi tagjaiból és zeneművészeti főiskolásokból[13]

Gyermek és ifjúsági kórusok:
- Lautitia Gyermekkar – 1959-ben alakult Kissné Weiser Katalin vezetésével, 2006 óta a kórust Nemes József irányítja[14]
- Vox Iuventutis Gyermekkar – a Kölcsey Ferenc Református Tanítóképző Főiskola Gyakorló Általános Iskolájának kórusa 40 éves múltra tekint vissza, karnagya 1993 óta Pallagi Etelka[15]
- Szivárvány Gyermekkar – a Szent Efrém Általános Iskola alsó tagozatos gyermekkara 1959-ben alakult és Kissné Weiser Katalin vezetésével, 1991-től karnagya Deli Gabriella[16]
- Ady Endre Gimnázium Leánykara – 1984-ben alapította Potyók Balázs énektanár-karvezető, a legtöbb kórustag emelt szintű ének-zenei osztályokban tanul, karvezetőjük 2007 óta Kerekes Rita[17]